# Anthophora rugosa
Anthophora rugosa är en biart som beskrevs av Radoszkowski 1884. Anthophora rugosa ingår i släktet pälsbin, och familjen långtungebin. Inga underarter finns listade i Catalogue of Life.